# Jack Irons
Pour les articles homonymes, voir Irons.
Jack Irons, né le 18 juillet 1962 à Los Angeles, en Californie, est un batteur américain, membre du groupe de rock The Wallflowers. Durant sa carrière, il joue également pour les Red Hot Chili Peppers, Eleven et Pearl Jam.

## Biographie
Jack Irons est un des membres fondateurs et le premier batteur des Red Hot Chili Peppers. C'est en fréquentant le lycée Fairfax qu'il rencontre Anthony Kiedis, Michael "Flea" Balzary et Hillel Slovak avec qui il fonde le groupe en 1983. On peut l'entendre à la batterie sur le troisième album du groupe The Uplift Mofo Party Plan et sur la reprise de Fire, interprétée à l'origine par Jimi Hendrix mais reprise sur l'album The Abbey Road E.P..
Lorsque son ami Hillel Slovak meurt le 25 juin 1988 d'une overdose d'héroïne, Irons décide de quitter les Red Hot Chili Peppers. Cette mort a été un tel choc pour le batteur que depuis il ne s'est jamais remis de la dépression qui l'a alors frappé.
Jack Irons a ensuite joué à cette époque (1988-1989) sur disque et en tournée pour l'ex-leader des Clash Joe Strummer. On le retrouve crédité à la batterie sur l'album Earthquake Weather. C'est d'ailleurs au cours d'un concert de la tournée qui suit avec Strummer qu'Irons rencontre un fan de l'ex-leader des Clash avec lequel il se lie d'amitié : Eddie Vedder.
En 1992, Raging Slab, un groupe célèbre pour avoir eu plus de vingt-cinq batteurs différents en dix-huit années de carrière, commence l'enregistrement, avec Jack Irons à la batterie, de leur deuxième album. Mais une fois l'album entièrement enregistré, le label RCA Records refuse de le sortir dans les bacs. Jack Irons quitte le groupe alors qu'ils enregistrent l'album Dynamite Monster Boogie Center, et l'album Freeburden enregistré avec Irons n'est jamais sorti.
Le groupe Pearl Jam fait appel à lui au moment de sa formation alors qu'ils recherchent un chanteur. C'est finalement Eddie Vedder qui est choisi pour le poste de chanteur, Irons ayant refusé la première offre du groupe. Jack Irons ne rejoint le groupe qu'à la fin de l'année 1994 après que l'ancien batteur Dave Abbruzzese a été renvoyé. Il apporte au groupe un style à la batterie unique sur les albums suivants No Code et Yield.
En 2004, Jack Irons sort son propre album Attention Dimension.
Depuis les années 1980, et notamment le décès de son meilleur ami Hillel Slovak, Jack Irons souffre de maniaco-dépression (dépression de type bipolaire) et c'est notamment pour cette raison qu'il a dû quitter Pearl Jam en plein milieu de la tournée Yield, n'arrivant pas à stabiliser ses crises lors des tournées.
C'est un batteur au style très personnel et atypique, qui a permis sans aucun doute à Pearl Jam de survivre au traumatisme de 1994. Il a été le batteur de la cohésion retrouvée au sein du groupe de Seattle et a offert son style unique, très influencé par les percussions, sur les albums No Code et Yield comme indiqué précédemment.
Il est le batteur officiel de The Wallflowers depuis janvier 2012.